# 一硫化锗
一硫化锗，又称硫化锗(II) 是一种无机化合物，化学式 GeS。它是一种硫属化物玻璃，也可以当半导体。一硫化锗是一种棕色粉末或是一种黑色晶体。 一硫化锗在干燥空气稳定，不过在湿气里会逐渐水解成Ge(OH)2和GeO。 它是少数在真空不会分解就会升华的硫化物。

## 制备
一硫化锗首次由Winkler用Ge还原GeS2而成。 其他制备方法有用H2还原二硫化锗，或用 H3PO2 在气态还原。